# 澳門巴士73X路線
澳門巴士73X路線是已取消的澳門巴士路線，由澳巴經營，往返澳門大學及賽馬會。

## 背景
- 2014年8月11日，71路線開辦，交通事務局表示根據澳門大學提供師生的出行調查顯示，澳門半島的客流以北區為主，待71路線運作暢順後，考慮將73路線調整改經友誼大橋往返澳門半島和氹仔，但最終未有正式成事，改為在大賽車賽事封路期間改行友誼大橋往返澳氹。[1][2]

## 簡介及歷史
- 2018年3月16日，澳門大學學生會與交通事務局會面，討論校區對外交通問題。學生會提出要解決大學師生乘搭73路線往返黑沙環「上車難」的問題，建議局方按照賽車期間之改道方案修改現時走線。局方僅於會上表示考慮增設由澳門大學往返氹仔賽馬會的短途路線，以讓學生於賽馬會轉乘其他路線。[3]

- 2018年4月9日起，本線開返，往返澳門大學及賽馬會。[4][5]

- 2018年6月1日，因應澳門大學進入暑假，本線停駛。[6]

- 2018年8月22日，本線因客量偏低，正式停止服務。[7]

## 特色
- 本線是全澳目前最晚開出首班車，以及只在下午尖峰時段才提供服務的路線。

## 使用車輛
- 五洲龍FDG6101CNG

## 路線資料

### 收費
| 收費類別 | 收費類別 | 費用 |
| -------- | -------- | ---- |
| 現金     | 現金     | $6.0 |
| 澳門通   | 全民卡   | $4.0 |
| 澳門通   | 學生卡   | $2.0 |
| 澳門通   | 長者卡   | 免費 |
| 澳門通   | 殘疾卡   | 免費 |

### 服務時間及班距
| 服務時間 | 星期一至五  | 例假日 （含公眾假期） |
| -------- | ----------- | --------------------- |
| 澳門大學 | 16:30-19:30 | 停駛                  |
| 班距     | 15-20分鐘   | 停駛                  |

### 路線停站
| 73X  | 澳門大學 ↺ 賽馬會      |
| 編號 | 循環線                 |
| 1    | 澳門大學總站           |
| 2    | 澳大／行政樓           |
| 3    | 大學北                 |
| 4    | 大學大馬路             |
| 5    | 澳大／研究生宿舍       |
| 6    | 蓮花海濱大馬路／百老匯 |
| 7    | 賽馬會-1               |
| 8    | 南新花園               |
| 9    | 蓮花海濱大馬路／銀河-2 |
| 10   | 大學南                 |
| 11   | 澳大／中央教學樓       |
| 12   | 澳大／大學展館         |
| 13   | 澳大／大學會堂         |
| 14   | 澳大／綜合體育館       |
| 15   | 澳門大學總站           |

## 軼事
- 在澳門大學學生會與交局的會面中，編號「73X」的路線曾被局長用於「早晚高峰期澳大師生上車難」之解決方案，而有關「上車難」之問題本應特指「澳大師生搭乘巴士往返黑沙環『上車難』」這一場景，故不少學生對此「73X」路線（指「澳大往返黑沙環之直達線」）甚為期待。然而在交局公佈本線之走線時，不少學生透過社交網站表示失望。

- 2020年11月27日，交通事務局開辦73S路線（73特班車），才正式為回應澳大師生由北區往返澳門大學校區的巴士服務需求，同時有效舒緩73路線之壓力。[8]然而自澳門大學連接橫琴口岸通道橋開通及修改路氹城一帶的走線後，73S路線客量減少，因此由2024年4月7日起暫停營運。[9]

## 外部連結
- （繁體中文）澳門公共汽車有限公司（官方網站） （页面存档备份，存于）